# Bridgend Railway
Die Bridgend Railway war eine Eisenbahngesellschaft in Südwales.
Die Gesellschaft erhielt am 19. Juni 1828 die Konzession zum Bau einer 7,24 Kilometer langen Bahnstrecke von Cefn Cribbwr nach Bridgend. In Cefn Cribbwr bestand eine Verbindung zur Strecke der Dyffryn Llynfi and Porthcawl Railway. Die mit einer Spurweite von 1,397 Meter (4 feet, 7 inch) errichtete Strecke wurde am 22. Februar 1830 eröffnet. Die Herstellung kostete 6000 £. Da die Strecke nur Verluste einfuhr, wurde sie wieder stillgelegt und 1854 erfolgte für 3000 £ der Verkauf der noch vorhandenen Infrastruktur an die Llynvi Valley Railway.